# 白亜紀と古第三紀の間の大量絶滅
- 数km大の小惑星が地球に衝突する想像図。このような衝突によって核兵器数百万発分のエネルギーが放出されうると試算されている。
- インドマハーラーシュトラ州にある、デカントラップから侵食された丘であるバリ・キラ。大量絶滅の原因としての、天体衝突説に対するもう1つの仮説である。
- カナダアルバータ州ドラムヘラー近郊の悪地。K-Pg境界層が露出している。
- オランダグールヘーム（英語版）近郊にあるグールヘームグローブトンネル内で見られる、複雑なK-Pg境界層。写真中で指で示されている位置は実際にK-Pg層より下である。
- サンディエゴ自然史博物館に収蔵されているアメリカワイオミング州産の岩石。中層の粘土層には、その上下の層の1000倍の濃度のイリジウムが含まれている。

白亜紀と古第三紀の間（K-Pg）の大量絶滅（はくあきとこだいさんきのあいだのたいりょうぜつめつ、英語: Cretaceous–Paleogene extinction event, K–Pg extinction event、または白亜紀と第三紀の間の（K–T）大量絶滅）は、約6600万年前に突如起こったとされる、地球上の動植物のうち4分の3の種が絶滅した大量絶滅である。
ウミガメやワニなどの一部の変温動物を除いて、体重が25kg以上になる四肢動物はこの時すべて絶滅した。この絶滅イベントは白亜紀、さらには中生代の終わりに位置付けられており、今日まで続く新生代の始まりともなっている。
地質記録においては、この大量絶滅はK-Pg境界と呼ばれる地層に表れている。これは堆積物の薄い層で、陸上・海洋底問わず世界中で見つかっている。この境界の粘土層からは高濃度のイリジウムが検出されており、この点では地球の地殻よりも小惑星に近い。
この大量絶滅は、約6600万年前に直径10～15kmの小惑星（または彗星の破片）が地球に衝突したことで引き起こされたと考えられている。この衝突によって上空に巻き上がった土砂が太陽光を遮り、衝突の冬が発生したことで、植物やプランクトンの光合成ができなくなり、全球的に環境が破壊されたとされる。この仮説は、1980年にルイス・ウォルター・アルヴァレズと息子のウォルター・アルヴァレズらの研究チームによって提唱されたため、アルバレス仮説とも呼ばれている。1990年代初頭、メキシコ湾に面するユカタン半島で直径180kmに達するチクシュルーブ・クレーターが発見されたことで、K-Pg境界の粘土層が天体衝突に由来するという決定的な証拠が得られ、アルバレス仮説はより強固なものとなった。絶滅と衝突のタイミングが一致していることは、絶滅を引き起こしたのがこの小惑星であることを強く示唆している。
2016年にはチクシュルーブ・クレーターのピークリング部分の掘削調査プロジェクトが行われた。この調査によれば、ピークリングは、衝突して数分以内に地球深部から放出された花崗岩で構成されており、この地域の海底に多く見られる石膏をほとんど含んでいないことが分かった。硫酸塩鉱物である石膏は、衝突後に蒸発してエアロゾルとして大気中に拡散し、長期にわたって気候や食物連鎖に甚大な影響を与えたとされる。
2019年10月に発表された研究結果によれば、この衝突と蒸発が急速な海洋酸性化を引き起こし、長期にわたる気候変動と生態系の崩壊をもたらしたことで、大量絶滅の主要因となったと発表された。
2020年1月に発表された研究結果によれば、この大量絶滅の気候モデリングの結果からは、絶滅の原因として小惑星の衝突が支持される一方、それまで天体衝突説に対抗されて唱えられていた火山活動は原因として支持されなかったという。
このほかにも、大量絶滅の原因として、デカン・トラップに代表される火山活動や、気候変動、海面変動などが寄与した可能性がある。
K-Pgの大量絶滅によって、多くの生物が絶滅した。この時に絶滅した生物としては非鳥類型恐竜が最もよく知られており、陸上では哺乳類や鳥類、爬虫類、昆虫、植物でも多くの生物が絶滅した。また海中においては、首長竜やモササウルス類が完全に絶滅し、サメやエイが属する軟骨魚類、現生魚類の多くが属する真骨魚類、軟体動物（特にアンモナイトが完全に絶滅）、多くのプランクトンも大きな打撃を受けた。総じて、地球上の生物の75%以上の種が絶滅したとされている。
一方でこの絶滅は、生き残った生物にとっては進化の機会となった。多くの分類群で顕著な適応放散が見られ、打撃を受けた生態的地位の中では多様な種が急速に形成された。特に哺乳類は古第三紀に多様化し、この時代にはウマ類や鯨類、コウモリ、そして霊長類といった新しい形態が誕生している。恐竜のうち生き残ったグループは鳥類のみで、短期間で爆発的に進化し、現在の多様性が生まれた。他には真骨魚類やトカゲにも適応放散が確認されている。

## 生物種ごとの絶滅のパターン
K-Pgの大量絶滅では、膨大な数の種が全地球で急速に失われた。海洋生物の化石からは、当時の全生物種のうち75%以上が絶滅したと推定されている。
この絶滅はすべての大陸で一斉に起きたと考えられている。恐竜を例に挙げると、白亜紀末のマーストリヒト期からは北アメリカ、ヨーロッパ、アジア、アフリカ、南極大陸のすべてで見つかっているが、新生代以降は世界のどこからも見つかっていない。また、花粉化石から示されるように、アメリカのニューメキシコ州、アラスカ、中国、ニュージーランドなどにわたって植生が壊滅した。
総じて被害は甚大であったにもかかわらず、絶滅した種の割合は分類群によって大きな違いが見られた。光合成への依存が大きかった種は、大気中にばらまかれた微粒子が太陽光を遮り、地上に到達する太陽エネルギーが減少したことで衰退・絶滅した。こうして多くの植物が絶滅し、優占する植物種のいわば“再編成”が起きた。餌を利用しやすくなったためか、雑食動物や昆虫食・腐肉食動物は生き延びることができた。哺乳類のうち、純粋な草食動物や肉食動物にあたる種はすべて絶滅した。生き残った哺乳類や鳥類は、デトリタス食の昆虫やミミズ、カタツムリなどを捕食していた。
河川の生物群集では、生きた植物への依存度がより低く、逆に陸地から流れてくるデトリタスへの依存が大きいため、絶滅した動物は少なかった。より複雑だが、同様の事例が海中にも見られた。海底にすむ動物が栄養源としてデトリタス（マリンスノー）を利用しているのに対し、その上層の動物は植物プランクトンの一次生産にほとんど依存している。このため、深海底に住む生物に比べ、その上層を泳ぐ生物のほうが多く絶滅したのである。
円石藻と呼ばれる植物プランクトンや軟体動物（アンモナイト、淡水生腹足類、厚歯二枚貝、その他の二枚貝を含む）は、食物連鎖上で関係する他の生物と共に、絶滅するか個体数が激減した。例えば、巨大な海生爬虫類であるモササウルスの餌は主にアンモナイトであったため、アンモナイトが絶滅すると共にモササウルスも絶滅した。一方でワニ類やチャンプソサウルスは半水生であり、デトリタスを利用することもできたため、K-Pg境界を生き延びることができた。現生のワニも腐肉食が可能で、数か月間にわたって餌なしで生き延びることができる。さらに、幼体はサイズが小さい上に成長が遅く、初めの数年間は無脊椎動物や死んだ生物を食べる。こういった特徴が、白亜紀末を生き延びたことと関連があると考えられている。
この大量絶滅によって数多くの生態的地位が空白となったにもかかわらず、それらが利用されて生物多様性が回復するまでには長い期間を要した。

### 微生物
白亜紀という言葉の由来になった石灰堆積物は、多様な石灰ナノプランクトンによって形成されたものであるが、これらの化石記録はK–Pg境界の前後で劇的に変化し、種のレベルで明確に異なるものとなった。当時の化石の統計的な解析から、海洋での生物多様性の減少には、種分化の減少よりも絶滅数の急増が大きく寄与したものと考えられている。
一方、渦鞭毛藻がこの時期にどうなったかについては、あまり理解が進んでいない。渦鞭毛藻で化石になるのはシスト（休眠胞子）であり、シストを形成しない種が化石に残らず、多様性を過小評価せざるを得ないためである。最近の研究では、K–Pg境界前後で分類群の大きな変化はなかったともされている。
放散虫については、少なくともオルドビス紀以降から化石記録が残っており、K–Pg境界の前後での変化もよく調べられているが、大量絶滅を示す証拠は見つかっていない。南極圏では暁新世初期に海水温が下がった結果、放散虫が大繁殖したことが支持されている。珪藻類については、K–Pg境界以降も生存した種の割合はおよそ46%で、壊滅的な大量絶滅には達していないもの、大きな変化を経験している。
K–Pg境界前後の浮遊性有孔虫については、1930年代から研究が行われていた。K–Pg境界での天体衝突の可能性が報じられると、K–Pg境界での浮遊性有孔虫の絶滅について詳細に記述した論文が、数多く発表された。これらの証拠は二通りの解釈がなされており、K–Pg境界で短期間での大量絶滅があったと唱えるグループと、より長期間にわたって複数の絶滅と拡大を経験したと唱えるグループに分かれ、現在も議論が行われている。
底生有孔虫は多くの種が絶滅したが、これは海洋でバイオマスが減少し、餌資源となる有機物も減少したためと考えられている。海洋の微生物相が回復するにつれて、底生有孔虫の種分化も活発になったが、これも餌資源の増加によると考えられている。特に暁新世初期に植物プランクトンが回復したことで、多くの底生有孔虫を支えるだけのデトリタスが供給されるようになった。暁新世初期の数十万年の間にいくつかの段階を経て、底生有孔虫は最終的な回復を遂げた。

### 海生の無脊椎動物

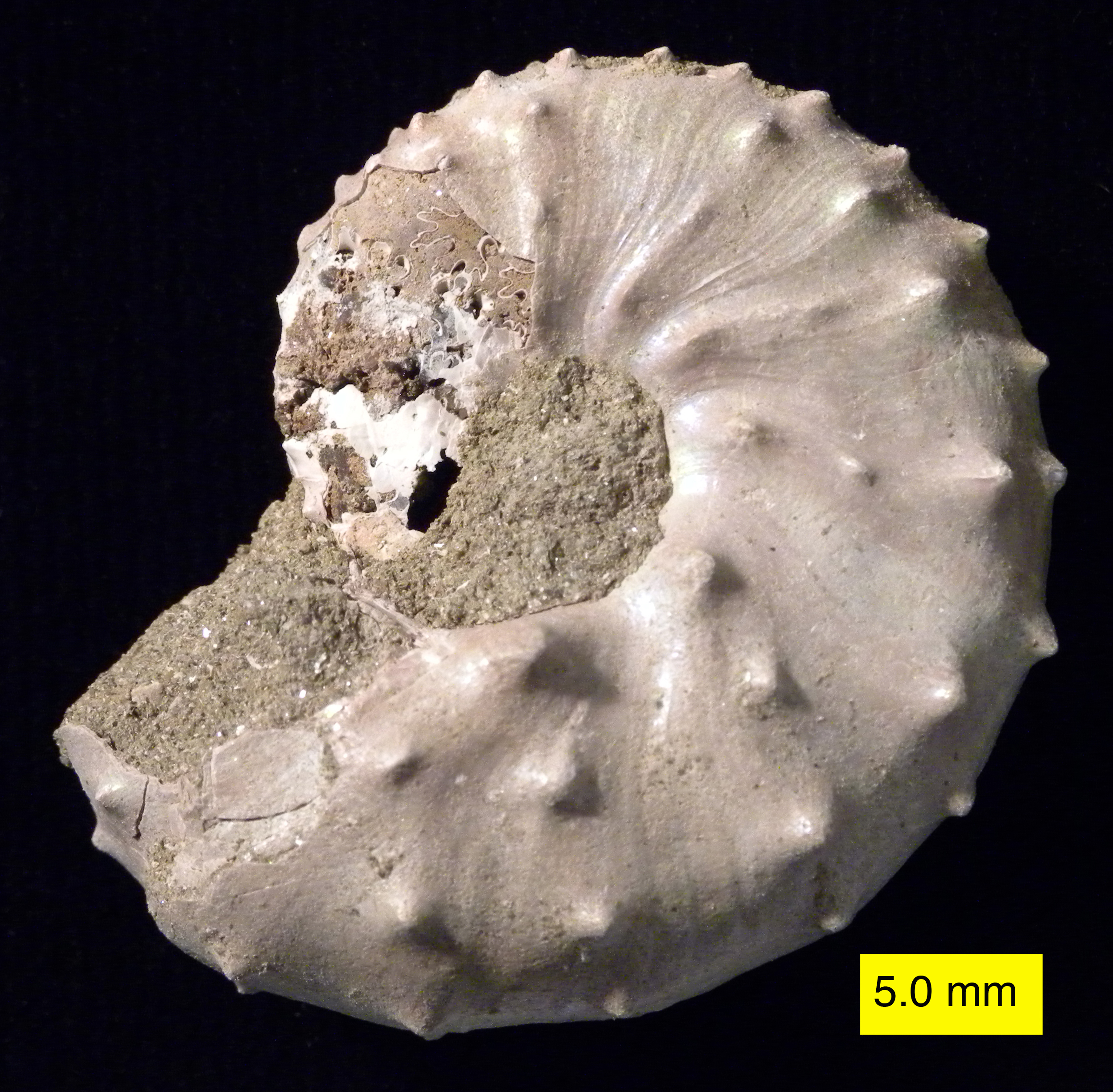
アメリカミシシッピ州のオウルクリーク累層と呼ばれる地層帯（白亜紀より古い）から見つかったDiscoscaphites irisと呼ばれる種のアンモナイト化石

K-Pg境界前後での海生無脊椎動物の絶滅率は、参照する化石記録により大きく異なる。見かけの絶滅率は、実際の絶滅の影響よりも、むしろ化石が一様に残らず、まばらに発見されることの影響を受けていれる。
小型甲殻類の貝虫は、マーストリヒト期初期に繁栄し、各地に化石を残している。これらの化石の記録から、新生代で貝虫の多様性が最も低かったのは暁新世であることが分かっている。しかし、貝虫での大量絶滅がK-Pg境界で起きたのか、それより以前に起きたのかについては、現在でも明らかになっていない。
イシサンゴ目では、白亜紀後期に生息していた属のうち、およそ60%がK-Pg境界で絶滅した。詳細な分析によると、熱帯地域の浅瀬に生息していた造礁性サンゴはおよそ98%が絶滅している。一方で単体性サンゴは、有光層の下にある低温の深海域に生息し、K-Pg境界の前後でほとんど影響を受けなかった。造礁性サンゴは光合成をする藻類との共生関係に依存しているが、この関係はK-Pg境界によって壊滅的な被害を受けた。ただし、K-Pg境界の絶滅と新生代の回復については、サンゴの化石のデータをそのまま用いるだけでなく、サンゴの生態系に生じた変化とも比較検討を加える必要がある。
頭足類、棘皮動物、二枚貝については、K-Pg境界前後で属の数が大きく減少した。一方で、既に古生代に比べ小さな分類群となっていた腕足動物門では、ほとんどの種が生き延びただけでなく、暁新世初期に多様化を見せた。

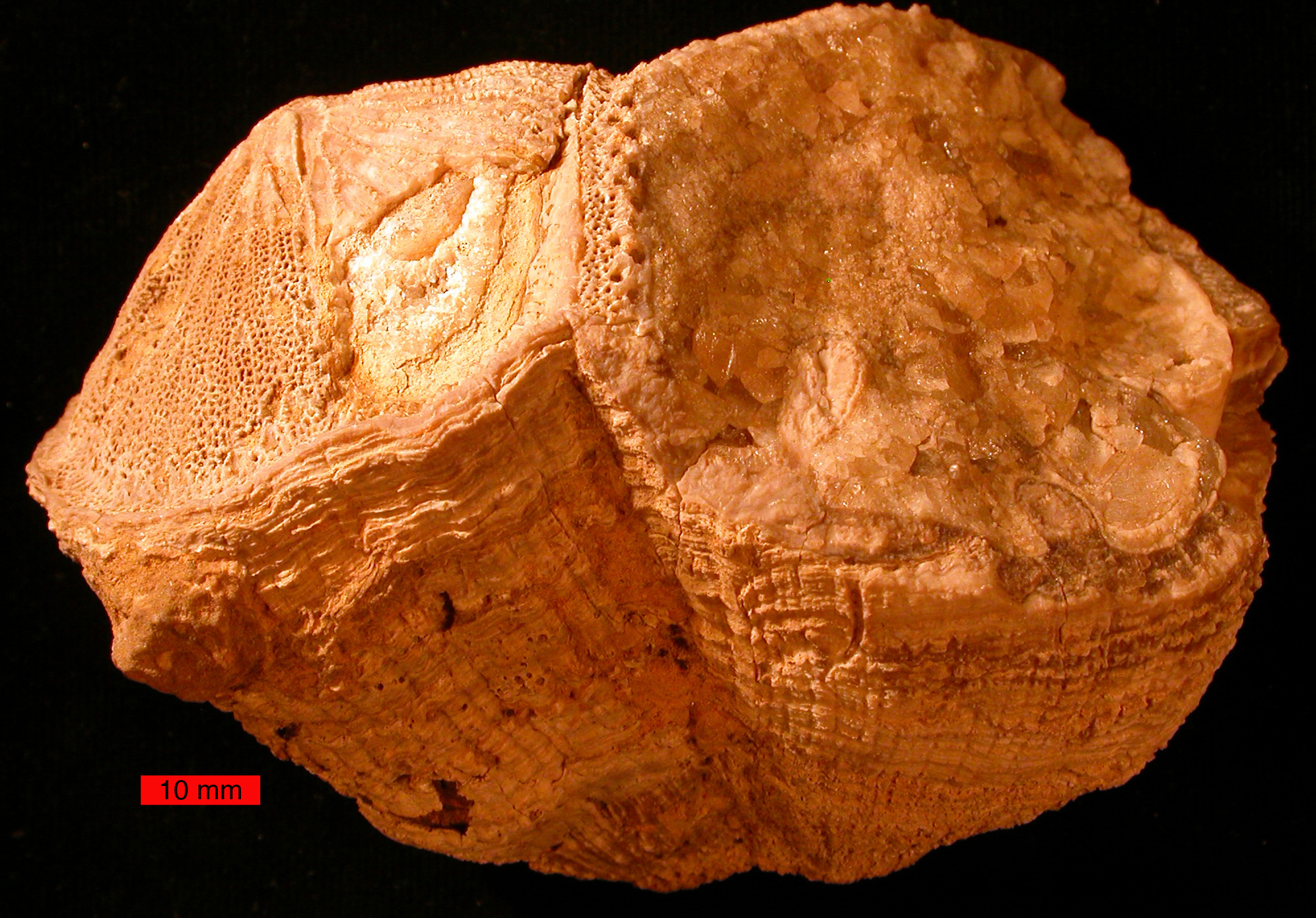
アラブ首長国連邦オマニ山脈で発見された白亜紀後期の二枚貝の化石。スケールバーは10mm。

軟体動物の頭足綱では、オウムガイに代表されるオウムガイ亜綱と、既にイカ、タコ、コウイカのなかまに分化していた鞘形亜綱を除いて全ての種がK-Pg境界で絶滅した。当時の頭足類としてはベレムナイトやアンモナイトといった殻をもつグループが繁栄しており、これらは非常に多様化していただけでなく、個体数も多く世界中に広く分布し、生態的に重要なグループであったが、すべてが絶滅した。研究者によれば、生存したオウムガイ亜綱では大きな卵を少数産むという繁殖戦略をとっており、大量絶滅を乗り切ってアンモナイトに取って代わる上で大きく役立ったという。一方、アンモナイトは、多数の卵を産んでプランクトン型の幼生を経るという戦略をとっており、これが理由で大きな被害を受けたとされる。さらに、地球上からアンモナイトが完全に絶滅した後、オウムガイ亜綱の多様化が始まり、殻の形状や複雑さの点でアンモナイトに匹敵する進化を遂げたことが示されている。
棘皮動物では、K-Pg境界の前後でおよそ35%の属が絶滅した。内訳としては、白亜紀後期に低緯度海域の浅瀬に繁栄した分類群で絶滅率が最も高く、中緯度海域の深海環境に生息するものでははるかに影響が小さかった。絶滅のパターンからは、生息地の喪失があったことが指摘されており、特に当時の浅瀬にあった炭酸塩プラットフォームが沈降した影響が大きかったと考えられている。
そのほかにも、厚歯二枚貝や巨大な二枚貝のイノセラムスが絶滅した。

### 魚類
ヤツメウナギなどを含まない顎口類の魚類では、K-Pg境界前後の化石が残っており、絶滅パターンについても良い証拠が残っている。深海域は大きな影響を受けていないと考えられている一方で、外洋の頂点捕食者や、固い殻を砕いて捕食する大陸棚付近の底生魚では、同規模の絶滅を経験している。
軟骨魚類では、板鰓亜綱のうち新板鰓類（現在のサメやエイなど）に分類されるマーストリヒト期のサメ28科とエイ13科のうち、K-Pg境界を越えて生き残ったのはサメ25科とエイ9科だった。
属レベルでは、47属のうち、サメでは85%が生き残ったが、エイは15%しか残らなかった。
種レベルでは、特にエイでは、少なくとも同定可能な種についてはほとんど全てが絶滅した。
一方で、硬骨魚類の真骨魚類では、90%以上の科が生き残った。
南極近くのシーモア島では、K-Pg境界の直後の地層から化石を産しており、硬骨魚類の大量絶滅を示す証拠が残っている。海洋や淡水の環境は、K-Pg境界での急激な環境変化を緩和していたとされる。

### 陸生の無脊椎動物
被子植物の葉の化石には昆虫による食痕が見つかる場合がある。北米の14か所から得られた食痕化石を使って、K-Pg境界の前後における昆虫の多様性や絶滅率が推定されている。研究によると、白亜紀の地層では、植物と食植生昆虫の多様性はどちらも高かった。一方で、暁新世初期には、植物相は比較的多様であったのに対し、昆虫による食害の跡はほとんど見られず、K-Pg境界から170万年後においても同様であった。

### 陸生植物
K-Pg境界では、世界中の植物群落で大きな混乱が生じ、多くの植物が絶滅した。これを裏付ける証拠は数多く見つかっており、葉の化石にも花粉の化石にも表れている。K-Pg境界の前、北アメリカには多くの植物が繁栄していたが、境界付近で大規模な絶滅があり、全植物種の57%が絶滅したとされている。ニュージーランドや南極などの南半球の高緯度帯では、大量死こそあったものの、種の入れ替わりは大規模には起こらなかったが、短期的な勢力関係は劇的に変化した。地域によっては、暁新世に入ってからの植物相の回復は、シダ類の大繁殖と共に始まった（シダスパイク）。シダ類による植生回復は、1980年のセント・ヘレンズ山噴火で植物相が一度壊滅した地域でも観察されている。
K-Pg境界の直後には、光合成を必要とせず植物遺骸からの栄養素を利用する、菌類などの腐生生物が繁栄した。菌類の優占は長くは続かず、栄養源となる植物遺骸が十分に存在し、大気の透明度が回復するまでの間の一時的な現象だった。大気中の塵が減少し、太陽光が十分に届くようになると、光合成を行う植物が回復した。最初の数世紀はたった2種のシダ植物が優占していたと考えられている。
また、被子植物で倍数性が多くみられることも、絶滅を生き延びたことと関連していると考えられている。複数コピーのゲノムを保持することで、急速な環境変化にも適応しやすくなるとされる。

### 菌類
多くの菌類は、K-Pg境界で一掃されるように絶滅した。一方で、その後しばらくの間、一部の種はかえって繁栄を遂げたことも分かっている。この時代の微化石からは、菌類の胞子数が著しく増加し、ずっと後になってシダ植物の胞子が増加したことが明らかになっている。K-Pg境界のイリジウムを含む層やその直後の層からは、ほとんど菌類の胞子（Monoporisporites）や菌糸の化石しか出てこない。これらの腐生生物は日光を必要としないので、塵や硫黄エアロゾルが大気を濁らせても生き残ることができた。
菌類の大繁栄は他の大量絶滅の際にも起きている。約2億5100万年前のP-T境界では、全生物種の96%が絶滅した、地球史上最大の大量絶滅が発生しているが、その直後にも同様の現象があったことが分かっている。

### 両生類
両生類については、K-Pg境界での絶滅の証拠は限定的である。アメリカのモンタナ州における、K-Pg境界前後の脊椎動物化石の研究からは、両生類で絶滅した種は1つもなかったと結論付けている。しかし、この研究で扱われていないマーストリヒト期の両生類の中には、暁新世以降に見られなくなった種もいくつか存在している。その中にはカエルの一種であるTheatonius lancensisや、現代の有尾目に似た外見を持つアルバネルペトン科のAlbanerpeton galaktionなどが含まれる。したがって、両生類の中にも、K-Pg境界で絶滅したものがいたと考えられる。両生類の低い絶滅率は、淡水生動物全体で絶滅率が低いことにも関連していると考えられる。

### 主竜類以外の動物

#### カメ
白亜紀に生息していたカメ類のうち、80%以上の種がK-Pg境界以降も存続した。白亜紀末には6つの科が存在していたが、すべて古第三紀からも確認されており、現生種につながっている。

#### 鱗竜形類
主竜類に属さない爬虫類である鱗竜形類（ヘビ、トカゲ、ムカシトカゲなどを含む）は、系統としてはK-Pg境界を生き延びた。
ムカシトカゲ目は、中生代初期には広い地域に分布し、比較的繁栄していた。しかし、中生代中期になると、南アメリカで非常に繁栄した例を除いて衰退していき、現在ではニュージーランドに1属が生息するのみである。

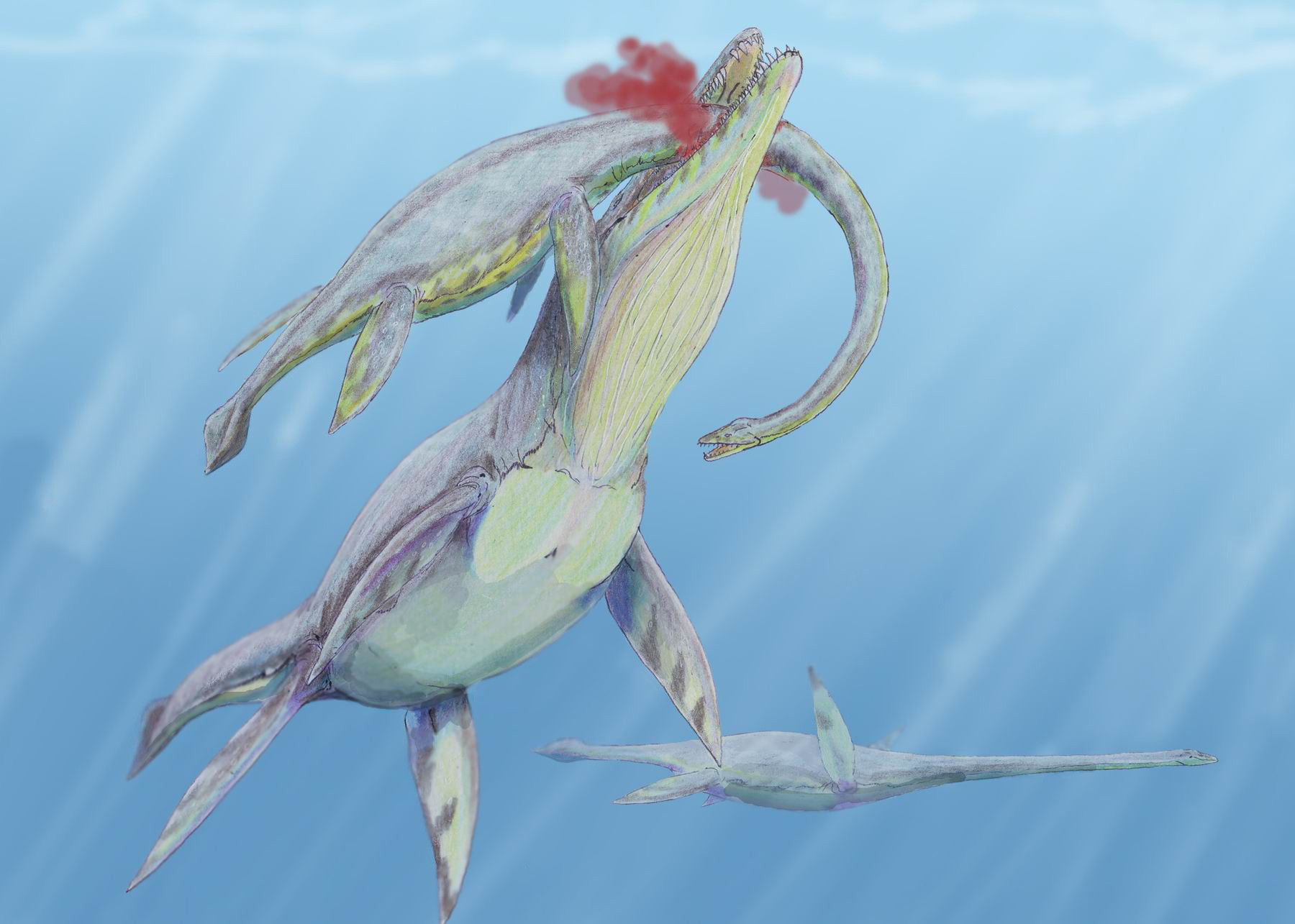
2008年にDmitry Bogdanovによって描かれた、クロノサウルスの狩りの想像図。こうした首長竜などの大型の海生爬虫類は白亜紀末に絶滅した。

一方でトカゲやヘビ、ミミズトカゲに代表される有鱗目は、ジュラ紀に適応放散して様々な生態的地位を占めるようになり、白亜紀を通して繁栄し続けた。これらはK-Pg境界以降も生存し、現代の爬虫類では最も多様で成功した系統となり、6000を超える種が生息している。陸生有鱗目では、モンスターサウリア類やポリグリファノドン類などで絶滅した科も多く、化石記録によれば、この被害から回復するのに1000万年ほどがかかったとされる。

#### 主竜類に属さない水棲爬虫類
当時の海洋捕食者の頂点にいた海生爬虫類は、非主竜類の首長竜やモササウルスなどであるが、いずれも白亜紀末に絶滅した。なお魚竜については、大量絶滅が起こる前に化石記録から姿を消していた。

### 主竜類
主竜類のクレードの中では、ワニと鳥類の2つのグループが大量絶滅を生き延びている。一方で、絶滅したグループには、非鳥類型恐竜や翼竜がある。

#### ワニ
マーストリヒト期に化石記録のあるワニ及びそれに近縁な爬虫類としては10科が知られているが、K-Pg境界ではそのうち5科が絶滅した。残りの5科はマーストリヒト期と暁新世の両方から化石が見つかっている。淡水生・海生のディロサウルス科を除く4科については、すべてが淡水生・陸生であった。これらのワニを含む系統では、およそ50%がK-Pg境界を生き延びたが、大型の種は絶滅する傾向があった。これらの系統がK-Pg境界を生き延びることができたのは、水中生活と穴を掘る能力によって、環境変化の影響を緩和することができたからだと考えられている。
ジューヴ他（2008）によれば、現生のイリエワニのように、当時は海生の種でも幼生が淡水環境に住んでおり、他の海生爬虫類のように絶滅するのを免れることができた。淡水環境は海水環境よりも、K-Pg境界での環境変動の影響が少なかったとされている。

#### 翼竜
翼竜のうち、ニクトサウルス科とアズダルコ科はマーストリヒト期に確実に生息していたが、どちらもK-Pg境界で絶滅したとされている。マーストリヒト期には他にも、オルニトケイルス類、プテラノドン科、タラソドロメウス類、タペヤラ類、さらには断片的な化石しか見つからないため分類こそできないものの、歯をもつことが分かっている基部系統の翼竜なども生息していた可能性がある。この期間には、現代の鳥類につながる系統では多様化が起きていた。伝統的な説では、現代の鳥類は、近縁な系統群（鳥翼類）や翼竜と直接競争関係にあって置き換わったか、すでに空白となっていたニッチを埋めただけであると考えられてきた。しかし、翼竜と鳥類の多様性の間には相関がないことが分かり、競争仮説は支持されていない。また、小型の翼竜は白亜紀後期まで存在しており、K-Pg境界直前には、鳥類が占めていたニッチの一部を翼竜が取り戻していた。

#### 鳥類
ほとんどの古生物学者は、恐竜の中で唯一、現在でも見られる系統が鳥類だと考えている（鳥の起源参照）。ヘスペロルニス類やエナンティオルニス類のような鳥翼類の生物を含め、当時繁栄していた獣脚類は鳥類以外すべて絶滅した。
化石の分析からは、鳥類の多様化はK-Pg境界以前に始まっており、平胸類、キジ目、カモ目の系統は恐竜と共存していたことが分かっている。様々な種の膨大な化石記録からは、K-Pg境界から30万年前後の時点では、鳥類以外にも鳥翼類の生物が生息していたことが分かっている。これらは古第三紀になると見つからないため、大量絶滅があった証拠となっている。
当時もっとも成功した鳥翼類はエナンティオルニス類であるが、これらは絶滅で一掃されてしまった。一方で、地上や水上での生活に適応した鳥類の一部は生き残り、現代の鳥類につながった。K-Pg境界を生き延びたことが確実にわかっている鳥翼類は、現在の鳥綱しかない。鳥類は、泳ぐ・潜水するといった行動が可能で、水中や湿地に逃れる能力があり、絶滅を避けられたのではないかと考えられている。現在の鳥類でも、巣穴を掘る・樹洞に巣をつくる・シロアリの巣を横取りするといった行動が多くの種で見られ、こうした行動で急激な環境変化から身を守ったと考えられる。
非鳥類型恐竜の絶滅によって空いたニッチを埋めることで、K-Pg境界以降も鳥類は長期的に生き残ることができた。K-Pg境界後はニッチに空きが多く、捕食者も少なくなっていたため、鳥類の適応放散が活発に起こった。たとえば平胸類は、古第三紀初期に急速に多様化する中で、少なくとも3回から6回にわたって飛行能力を失っており、それまで恐竜が占めていた大型草食動物のニッチの一部に進出していたと考えられている。

#### 鳥類以外の恐竜

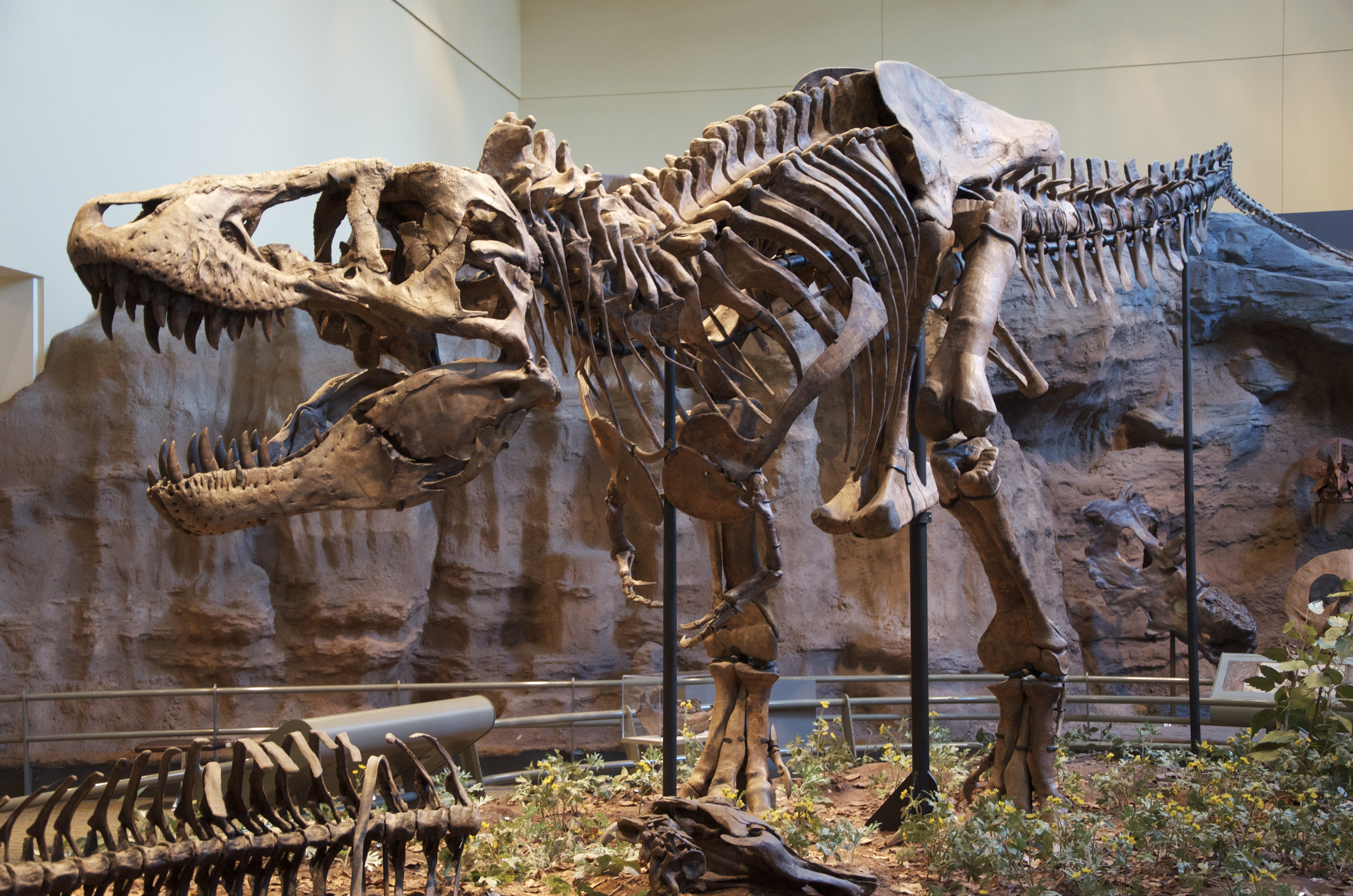
絶滅前に地球上に生息していたティラノサウルスの化石

科学者は今のところ、すべての非鳥類型恐竜がK-Pg境界で絶滅したという見解で一致している。恐竜の化石記録からは、白亜紀の最後の数百万年間の間に多様性が減少しているとも、多様性の衰退はなかったとも両方の解釈ができ、恐竜の化石記録の質は研究者が化石記録だけを見て単純に両者について判断するには十分ではない。しかしマーストリヒト期後期の恐竜が穴を掘ったり、泳いだり、水中を潜ったりできるという証拠はなく、これはK-Pg境界で起こった環境変化による負荷から逃れられなかったことを意味している。小さな恐竜が少しの間生き残った可能性はあるが、草食恐竜の食料となる植物は不足し、その結果肉食恐竜の獲物も減るため長くは生きられない。
恐竜の持つ内温性についての理解が深まったことで、近縁種のワニと違って恐竜が完全に絶滅した理由への理解も深まった。変温動物であるワニは食料の必要性が限られており、数か月間食事なしでも生きることができるが、同じ体の大きさでも恒温動物である種は代謝が早くはるかに多くの食料を必要とする。したがって、食物連鎖の混乱の中で非鳥類の恐竜は絶滅し、ワニは何種かが生き残った。この関係と関連して、体長の小さい鳥類や哺乳類のほうが生き残ったことも、様々な要因がある中の1つとして、必要とする食料が少なく済んだことと因果関係があるとされている。
恐竜の絶滅は徐々に進行したのか、一気に進んだのかは、化石記録からはどちらともとれるような証拠が得られてきたため議論がされてきた。2010年にヨーロッパのピレネー山脈にある29の化石サイトを調査した結果からは、小惑星の衝突までは100種以上の多様な恐竜が生存していたとわかっている。より最近の研究では、この数字が化石生成のされやすさの違いによるバイアスや大陸の化石記録の少なさから曖昧なものであるとされており、地球規模の生物多様性を推定した結果当時生きていてK-Pg境界で絶滅した恐竜の種を628から1078種と推計値を更新している。そしてこの恐竜はK-Pg境界において突然絶滅したとしている。
一方で、カナダアルバータ州レッドディア川沿いの化石に基づく研究では、非鳥類型恐竜が徐々に絶滅していったという見解が示されている。そこにある白亜紀の最後の1000万年分の地層から、恐竜の種の数はその間に45から12になったと示され、ほかの研究者も同様の結果を出している。
さらには、「暁新世にも生きていた恐竜」がいるとの説を提唱する研究者もいる。この説は、北アメリカ西部にまたがる亜紀後期と暁新世の地層であるヘルクリーク累層において、K-Pg境界層から最大1.3m（4万年新しい層に相当）上の地層から恐竜の化石が見つかったことに基づいている。また、アメリカコロラド州のサンファン川のオホアラモ累層で見つかったハドロサウルスの大腿骨化石と一緒に見つかった花粉から、この恐竜がK-Pg境界から100万年後に相当する今から6450万年前の新生代にも生きていたとされている。もし本当にこの種がK-Pg境界後しばらく生き残っていたことが分かればこの化石は“Extinction debt”と見なされる。しかし実際のところは、この化石は元の場所から侵食され、ずっと後に再び堆積した（化石の再生産として知られる）という見解が多くの科学者間では一致してなされている。

#### コリストデラ類
コリストデラ目（半水棲の双弓類）はK-Pg境界を生き延びた爬虫類だったが、中新世初期に絶滅した。このうちのチャンプソサウルスの歯に関する研究から、K-Pg境界を越えてから多くのコリストデラ類の食生活が変化したことが分かっている。

### 哺乳類
白亜紀にいた主要な哺乳類の系統は、単孔目（卵生哺乳類）、多丘歯目、後獣下綱、真獣下綱、ドリオレステス類、ゴンドワナテリウム類などを含め全てK-Pg境界を越えても生き残ったが、大きな損失を被った種もあった。特に、後獣類は北米からは完全に姿を消し、アジア地域のデルタテリディウム目（デルタテリディウムなどを含む）はGurbanodeltaの系統を除き絶滅した。北アメリカのヘルクリーク累層では、知られている10種の多丘歯目・11種の後獣類のうち半分ほどが、K-Pg境界を越えると見つからなくなった。それでもヨーロッパや北アメリカの後獣下綱は比較的ダメージが少なく、暁新世に入ってすぐに回復したが、アジア地域の後獣下綱はより深刻で、この地域の哺乳類の動物相の主要な構成要因となることは二度となかった。最近の研究では、後獣類がK-Pg境界で最も甚大な影響を被り、次に多丘歯目が続き、真獣類が最も早く回復したとされている。
哺乳類の種はK-Pg境界のおよそ3000万年前から多様化し始めたが、この多様化はK-Pg境界で行き詰まった。恐竜の絶滅によって恐竜が占めていた生態学上のポジションはがら空きになったにもかかわらず、哺乳類はK-Pg境界を越えて全体としては爆発的な多様化を起こさなかった。翼手目（コウモリ）や鯨偶蹄目（現在のクジラやイルカ、偶蹄目など）はK-Pg境界後に多様化したと解釈されていたが、最近の研究だと実際にK-Pg境界直後に多様化したのは有袋類だけであると結論付けられている。
K-Pg境界時点の哺乳類の大きさはラット程度と小さく、そのおかげで環境変化からうまく逃れることができた。現在もその習性が残っていることから、初期の単孔類や有袋類は穴を掘って生活するか半水棲になっていたと考えられている。穴を掘ったり半水棲になることは、K-Pg境界の環境変化から保護されるのに役立ったとされている。

## 証拠

### 北アメリカ大陸での化石

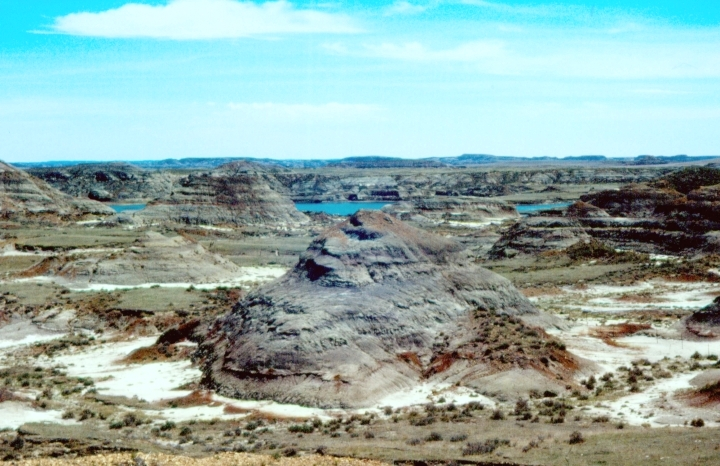
ヘルクリーク累層

北アメリカの陸上の地層では、大量絶滅はマーストリヒト期後期に豊富に存在した化石が、境界を越えると突如失われやがて前述のシダスパイクが現れるという顕著な不一致がみられるところで最もわかりやすく見いだされる。現在、世界で最も重要な、K-Pg境界からの恐竜の化石を含む地層は北アメリカ西部モンタナ州に見つかっているマーストリヒト期後期のヘルクリーク累層である。およそ7500万年前より古いモンタナ州のジュディスリバー累層やアルバータ州のダイナソーパーク累層と比べると、ヘルクリーク累層からはそれより新しい白亜紀最後の1000万年間の恐竜の変化の情報が得られる。ただしこれらの化石層は地理的に一部にしか広がっていないので、1つの大陸の一部分しかカバーできない。
カンパニアン層と呼ばれる層の中期から後期には、ほかのどの単一の地層よりも多様な恐竜が見られる。マーストリヒト期後期の岩石からは、ティラノサウルス、アンキロサウルス、パキケファロサウルス、トリケラトプス、トロサウルスといった、主要な群の中でも最重要な種が多く見つかっている。
豊富に存在する恐竜の化石に加えて、植物の化石もK-Pg境界での種の減少を記録している。K-Pg境界より下（つまり古い層）からは被子植物の花粉の化石が多く出てくるが、境界を超えると花粉はほとんど含まれず、代わりにシダの胞子が多くを占める.。花粉の数は境界の上で徐々に回復していき、このようにシダ植物によってまず植生が回復したあと徐々に被子植物が増えていく様子は現代でも火山の噴火により植生が失われた地域で見られる。
2022年に発表された、アメリカノースダコタ州のタニスで発見された魚骨の化石の研究によると、大量絶滅が起こった季節は北半球の春に相当するとされている。

### 海洋化石
K-Pg境界では海洋プランクトンの大量絶滅も起こったとされている。そしてアンモナイト属もK-Pg境界付近で絶滅したが、この属の絶滅は境界の前からも白亜紀後期の海退によって小規模ながらもゆっくりと進んでいた。こうしたK-Pg境界前からのゆっくりとした絶滅はほとんどのイノセラムス科でも見られた。結果としてアンモナイトの種の多様性は白亜紀後期の全体にわたって漸進的に減少した。
さらに白亜紀の海洋環境を解析した結果、白亜紀後期の海洋の環境は、同時に複数の変化がゆるやかに進んでいたが、大量絶滅によってそのプロセスがすべて止まったと分かった。K-Pg境界付近で気温が急激に上昇し、海洋生物の多様性は減少した。およそ6540万年前から6520万年前の間に気温は3℃から4℃ほど急激に上昇し、これは大量絶滅が起こったタイミングと非常に近い。気温が高くなると逆に海水温は低下し、このことが海洋生物の多様性を劇的に減少させた。

### 巨大津波
科学者たちはK-Pg境界で起こった天体衝突の際に発生した巨大津波によって、カリブ海地域やメキシコ湾沿岸部に津波による堆積物が残されているという見解で一致している。これらの堆積物はメキシコ北東部のラ・ポパ盆地、ブラジル北東部の石灰岩台地,、大西洋の深海堆積物などに表れている。これらの層の中で知られているうち最も厚い層はチクシュルーブ・クレーター内部にある、クレーターからの放出物が直接積もった花崗岩層であり、その厚さは最大100mに達する。
発生した巨大津波の高さは100mに達するが、これは小惑星が比較的浅い海に落ちたためまだ運よく波高が抑えられた結果であり、深海に落ちていれば波高は4.6kmに達していたと試算されている。

### 衝突時に堆積した堆積岩からの化石
メキシコ湾沿岸地域では、マングローブ型の生態系がK-Pg境界で発生した巨大津波によって流され、運ばれて堆積したとされる化石を含む堆積岩が見つかっている。これは衝突の際にメキシコ湾沿岸に海水が繰り返し押し寄せた証拠となっている。死んだ魚が浅瀬に流されたが、死肉を食べる動物がそれを食べつくしてしまうことはなかった。

## 絶滅に要した期間
絶滅が起こるまでにどれくらいの期間を要したかは2020年代現在も議論がなされている。いくつかの理論だと数年から数千年という比較的短い期間で絶滅が完了したこととなり、ほかの理論ではもっと長い期間という結果が出ている。この問題を解くことはシニョール・リップス効果と呼ばれる、実際の絶滅は化石が見つかった時期よりも後に起こっているにもかかわらず化石記録の不完全さによりそれがわからなくなるという効果もあってとても困難となっている。また、K-Pg境界の数百万年前から数百万年後を包含する連続した化石層はほとんど見つかっていない。そのうち3つの化石サイトにおける地層の堆積速度とK-Pg境界の粘土層の厚さから、絶滅は1万年以内の短い期間で急速に進んだと推定されている。アメリカコロラド州のデンバー盆地でのある地点は、K-Pg境界後のシダスパイクがおよそ1000年、長くとも71000年を超えない期間続き、同じ場所での新生代の哺乳類の最も早い出現はおよそ18万5000年後、遅くとも57万年後には起こっていることが見つかった。少なくともデンバー盆地では、生物の絶滅は急速に進み、また回復も早くになされたとされている。

## チクシュルーブ・クレーターでの衝突

### 衝突の証拠
1980年に、ノーベル賞受賞者の物理学者であるルイス・ウォルター・アルヴァレズとその息子で地質学者のウォルター・アルバレス、化学者のフランク・アサロ・ヘレン・ミシェルは、世界中の白亜紀と古第三紀の間の堆積層でイリジウムの濃度が通常より著しく（最初に研究された3地点でそれぞれ通常の30,160,20倍の濃度）高くなっていることを発見した。イリジウムは鉄と親和性が高いため地球誕生時に起こった分化で多くが鉄と一緒に中心核に沈んでいったため、地球の地殻では非常に希少な元素である。この分化が起こっていない小惑星や彗星ではイリジウムが元の濃度のまま残っているため、アルヴァレズのチームはK-Pg境界において地球に天体が衝突したという説を提唱した。天体衝突が起こった可能性自体はそれ以前から提案されていたものの、この研究は天体衝突説に対する最初の確かな証拠となった。

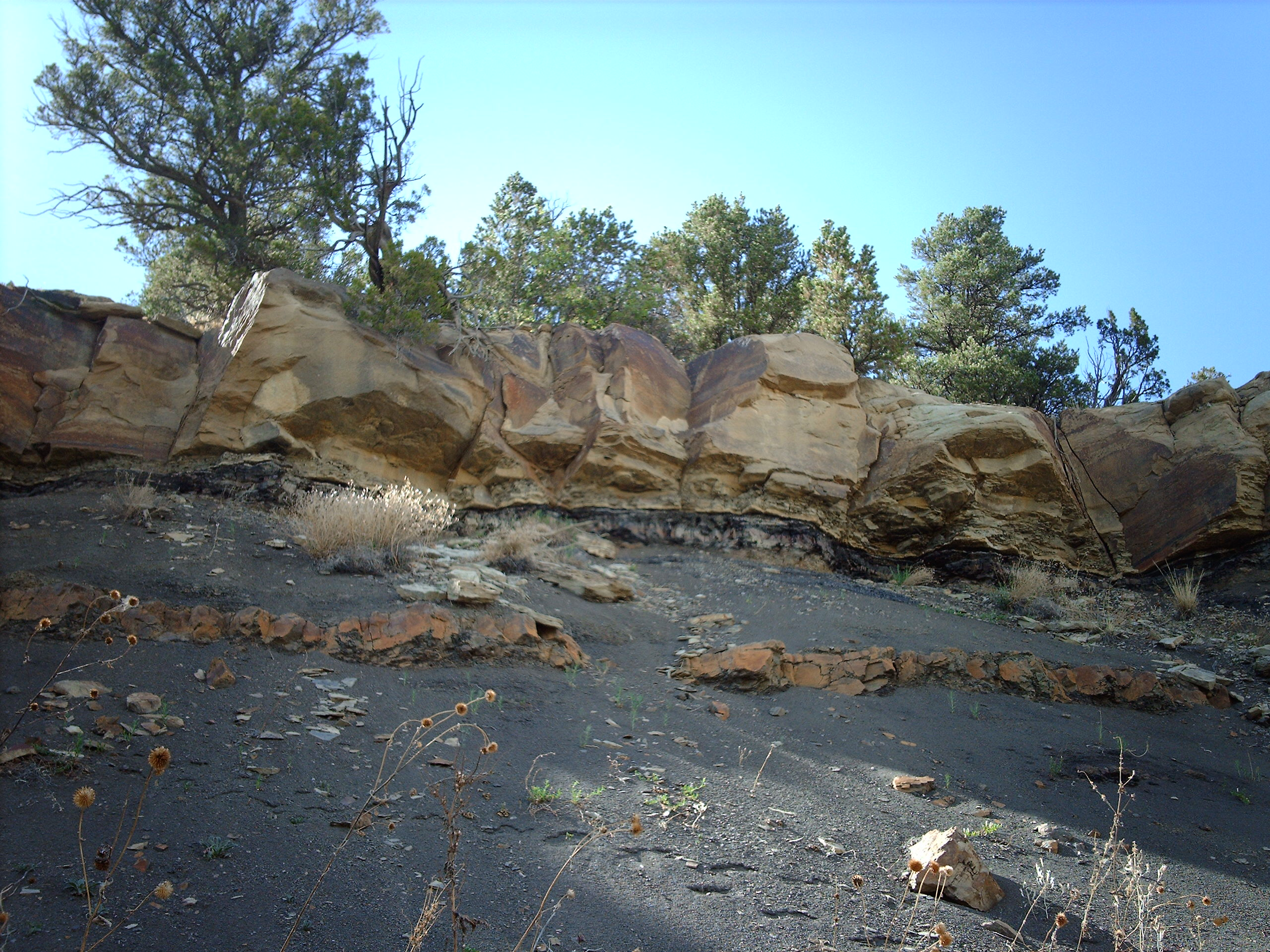
アメリカコロラド州のラトン盆地にあるトリニダードレイク州立公園にみられるK-Pg境界の露頭。暗い色の岩石から明るい色の岩石に急に変化している様子が見て取れる。

この説は、最初に提案された際はいささか急進的であると見られていたが、追加の証拠がすぐに明らかになった。K-Pg境界の粘土層中には、テクタイトと呼ばれる衝突時の熱で溶融した岩石から結晶化した微小な球状の構造が多くみられた。また、衝撃石英などのほかの鉱物もK-Pg境界から見つかった。メキシコ湾沿岸やカリブ海に沿って見つかった巨大な津波堆積物も証拠として加わり、アメリカ南部からメキシコ北部にかけて堆積物がメートルサイズまで大きくなっていったことから、天体衝突がその近辺で起こったことも見出された。

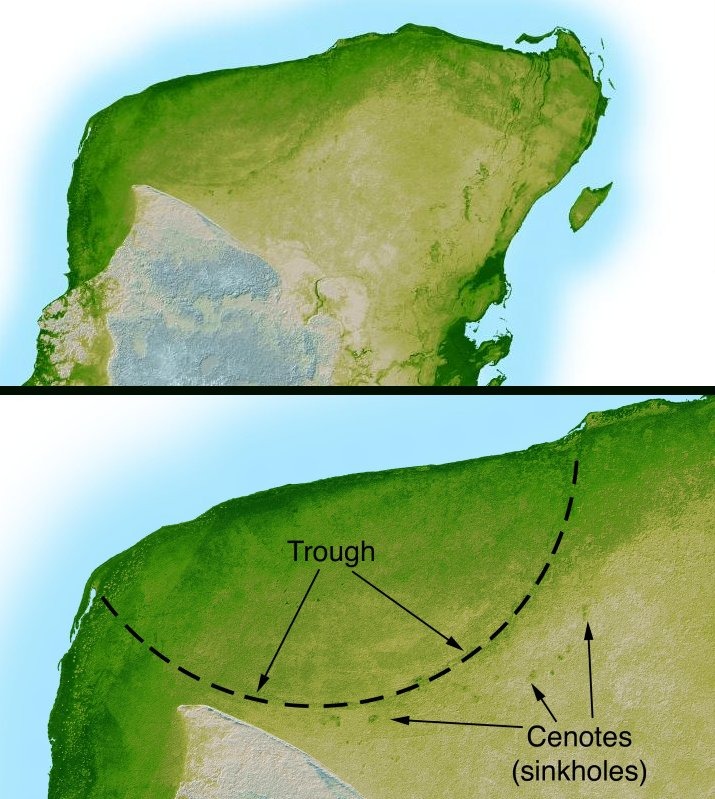
チクシュルーブ・クレーターのレーダートモグラフィー画像から見える、直径180kmに広がるクレーターのリング。

さらなる研究により、ユカタン半島先端に位置するチックスルブ・プエブロ郡の地下にある巨大クレーターであるチクシュルーブ・クレーターが、K-Pg境界層の粘土の供給源であると特定された。地質学者のグレン・ペンフィールドが1978年に調査した内容に基づき1990年に発表された研究結果によると、クレーターは楕円形でその直径はおおよそ180kmと、アルヴァレズのチームが試算したサイズとほぼ同じであった。衝突仮説から存在が予想されていた巨大クレーターが実際に発見されたことは、K-Pg境界で天体衝突が起こった決定的な証拠となり、それが大量絶滅の原因となったとする説を強くした。
2013年に発表された論文においてバークレー地質年代学センターのポール・レニーは、アルゴン - アルゴン法による放射年代測定の結果から衝突が起こったのは6604.3万年±1.1万年であるとしており、絶滅はそれから32000年以内に起こったとしている。
衝突した小惑星であるチクシュルーブ衝突体について、2007年に小惑星のバティスティーナ族と呼ばれるグループに属しているという説が提唱された。このグループは、過去、ある1つの大きな小惑星がほかの小惑星との衝突した際に砕けた破片に相当する小惑星で構成されており、その中で最大なのがバティスティーナと命名されている小惑星である。この小惑星や族自体の観測が不足していることもあり、この説は反証こそないものの真偽が疑われている。2009年には、バティスティーナの観測から得られた化学的特性が、チクシュルーブ衝突体と合わないことが報告された。さらに2011年には赤外線宇宙望遠鏡のWISEによる小惑星の反射光の観測で、この族の小惑星が衝突によって誕生したのはおよそ8000万年前であると推定され、そこから6600万年前までのわずか1400万年の間に軌道を変え地球に衝突することは困難であるとの見解が示された。
アメリカノースダコタ州南西部の化石サイトであるタニスからは衝突イベントについて更なる証拠が見つかっている。タニスもまた、北アメリカ4州にまたがる、多くの重要な化石産出で知られる白亜紀後期～暁新世前期の地層、ヘルクリーク累層の一部分である。その中でもタニスは、チクシュルーブ衝突体の衝突の数分後から数時間後までの情報が非常に詳細に記録されている極めてまれな地点である。このサイトからの琥珀には衝突時のものとされる微小なテクタイトが見つかっている。ただし研究者の中には、現場での調査結果に疑いを持ったり、この発見のチームのリーダーのRobert DePalmaが発見時には地質学の博士号を取得していないことや彼が行っていた商業活動から、この結果を懐疑的に見る者もいる。

### 衝突の影響
2010年3月に、41人の科学者からなる国際委員会は20年間の科学論文をレビューし、大量絶滅の原因として天体衝突説・その中でもチクシュルーブでの衝突を承認し、大規模な火山活動などのほかの原因を除外した。委員会では、直径10～15kmの小惑星がユカタン半島のチクシュルーブに衝突したとされ、衝突のエネルギーは420ゼタジュール、TNT換算で100兆トン（広島や長崎原爆の100万倍以上に相当）とされた。
衝突の影響は世界的な大災害となり、現象のいくつかは衝突後短い間のものだったが、生態系を破壊するような地球科学的・気候的な影響もあった。
衝突時の噴出物が大気圏に再度突入する際には、数時間の間強い赤外線パルスが放出され、熱線として生物を焼き払った。この熱線の影響の程度には議論があり、火災の影響は北アメリカにとどまり、全世界的なファイアーストームには至らなかったという意見もある。2013年に核の冬についての著名なモデル研究者が発表した論文では、地層から見つかった煤の総量に基づくと、生物圏全体が燃え、それによる煤が日光を遮る効果から隕石の冬が生じたとされた。
噴出物の再突入によって仮定された火災や隕石の冬の効果を除いても、衝突時に発生したダストの雲は最大1年間日光を遮り、光合成を阻害した。小惑星が衝突した地域が、大量の可燃性炭化水素と硫黄化合物を含む炭酸塩岩石の多い地域であったことがさらに災いし、気化した硫黄化合物により生じた硫酸エアロゾルが成層圏にまで到達し、地表に届く日光量を50%以上減少させたほか強い酸性雨を降らせた。
この酸性雨による海洋酸性化の結果として、炭酸カルシウムの殻を持つ生物の多くが死滅した。
日光の減少で、最初の3年間は気温は氷点下となった。
ユカタン半島近くのブラゾス川近くの海域では、衝突後の数十年で海水温が7℃も低下した。
こうしたエアロゾルはダストよりも長く残り、少なくとも10年間は消えなかった。このことは、植物や植物プランクトン、草食動物やそれを捕食する動物の絶滅に繋がる。一方でデトリタスに依存した食物連鎖中にいる生物には生き残るチャンスがある。
ただし大規模な火災が発生していた場合は、生き残った生物のうちからも最も脆弱な種から絶滅していくとされている。
絶滅の影響を越えた後、アマゾン熱帯雨林のような新熱帯区の多雨林バイオームを生んだり、絶滅以前のレベルまで多様性が戻る600万年の間に地域の植物の構成を大きく置き換えるなどの動植物の変化を引き起こした。

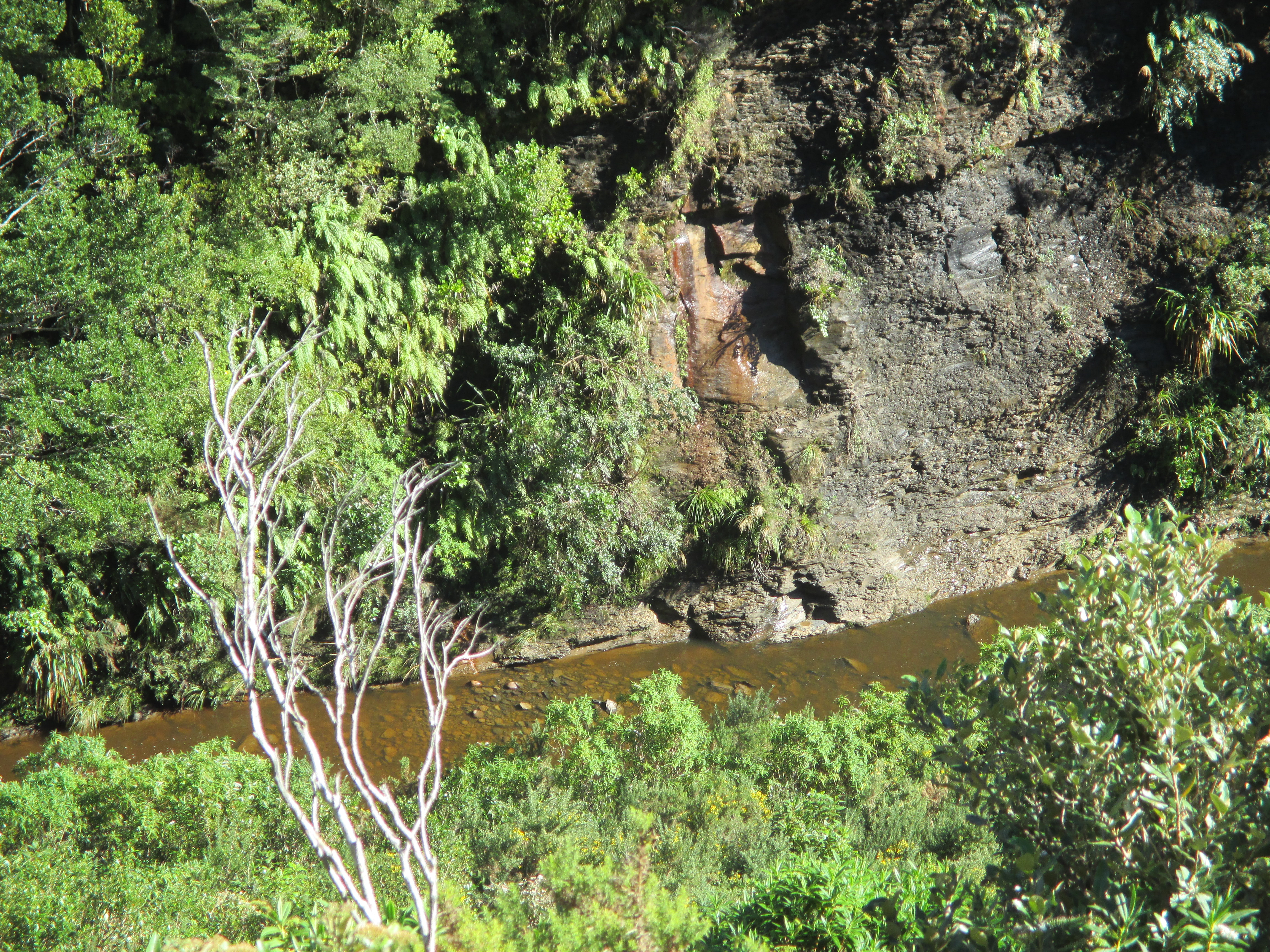
ニュージーランドのワイマツク近郊のデゥノリーにあるムーディークリーク鉱山近くの川底にある地層。石炭の形成が6600万年前に突如止まっており、陸上植物を壊滅させる出来事があった証拠となっている。こうした証拠はメキシコから遠く離れた世界中に見られる。

### 2016年のチクシュルーブ・クレーター掘削プロジェクト
2016年には科学的掘削プロジェクトによって、チクシュルーブクレーター周囲のピークリングと呼ばれる部分の深部から岩石のサンプルが採取された。
このサンプルから、ピークリングを構成する岩石は衝突による圧力でわずか数分で現在の形にまで溶融したと分かった。海底堆積物とは異なり、ピークリングは衝突によって表面まで飛散した地球深部の花崗岩から構成されていた。この地域の水深の浅い海域の海底には硫黄を化合物として含む鉱物である石膏に富んだ岩石が広がっていたが、衝突時に大気中に蒸発してほとんどが残らなかった。さらに、衝突で生じた巨大津波により、ピークリング上には粒子のサイズごとに分離された砂の層が、地球上で知られている中で最大規模の広範囲まで広がって分布していた。
これらの発見は、天体衝突が大量絶滅においてどのような役割を果たしたかを強く裏付けた。衝突した小惑星は、衝撃で周囲の岩石を溶融させ幅190kmのピークリングを形成し、深部の花崗岩を飛散させ、巨大津波を引き起こし、数年以上にわたり大気中に残るほどの大量の岩石や硫黄を大気中に蒸発させるほど巨大なものだった。この世界中に広がったダストや硫黄化合物が破滅的な気候変動を起こし、気温の大きな低下や食滅連鎖の破壊に繋がった。

## その他の仮説
K-Pg間の大量絶滅とチクシュルーブでの天体衝突の同時発生は、絶滅の原因としての天体衝突説を強く裏付けるものであるが、それでも中には火山の噴火、気候変動、海水温の変化、他の天体衝突といった他の原因を提唱し続ける研究者もいる。
K-Pg間の大量絶滅は天体衝突と関連付けられている唯一の大量絶滅で、マニクアガン・クレーターのような他の大きな天体衝突も地球史上は起こってはいるものの、それらは大量絶滅に直結したとは考えられていない。

### デカントラップ

シニョール・リップス効果の解説図。AからDまでの生物は図中の星で示された大量絶滅で同時に絶滅したが、化石が産出された時期(三角、最後の算出が丸)が飛び飛びであるため、それぞれ丸の時期を最後に絶滅した（4種の絶滅が漸進的に起こった）と誤解釈される。

2000年以前は、デカントラップでの洪水玄武岩の噴出が絶滅の原因になったかどうかは、玄武岩の噴出が起こった期間が6800万年前からの200万年以上と長期にわたったため、大量絶滅が段階的に起こっていたかという論点と繋がっていた。しかし、最新の証拠では、玄武岩の噴出が起こったのはK-Pg境界を挟んだわずか80万年の間にとどまるとされたため、大量絶滅が短い期間に起こったという視点からも受け入れやすくなり、デカントラップがその後の絶滅や生物多様性の回復の遅れの原因となった可能性があるとされている。
デカントラップは、ダストや硫黄化合物のエアロゾルを大気中に放出することで日光を遮り植物の光合成を阻害するなどの、いくつかのメカニズムで絶滅を引き起こした可能性がある。さらに、デカントラップでの噴火は大量の二酸化炭素を噴出することで、大気中からエアロゾルが無くなった後も温室効果で気候を大きく変える影響があったとされる。
デカントラップが、長期にわたり徐々に起こる大量絶滅と関連付けられたころは、天体衝突説を提唱していたアルヴァレズは古生物学者がシニョール・リップス効果によるまばらな化石記録に惑わされていると主張した。彼の主張は最初は良く受け入れられなかったが、その後の化石層の調査は彼の主張を裏付けていた。最終的に多くの古生物学者がK-Pg間の大量絶滅は少なくとも全地球的な出来事が一度に起こったものであると同意するようになった。それでも、アルヴァレズでさえも絶滅には天体衝突以外の要因も同時に関係した可能性があることを認めている。
こういった理論を組み合わせた地球物理学モデルの一部は、天体衝突がデカントラップに影響したことを示唆している。これらのモデルは高精度な放射年代測定を組み合わせ、チクシュルーブでの天体衝突で地球内部に加わった衝撃が、活火山だけでなくデカントラップでの何回かの最大級の溶岩噴出を誘発したとしている。

### 天体の多重衝突
K-Pg間の大量絶滅と関連して形成された衝突クレーターとして、チクシュルーブ以外のクレーターも候補に挙がっている。このことは、複数の破片となって立て続けに木星に衝突したシューメーカー・レヴィ第9彗星のように、ほぼ同時に複数の天体が地球に衝突した可能性を示している。直径180kmのチクシュルーブクレーターのほかに、ウクライナには6517万年±64万年前に形成された直径24kmのボルティッシュクレーターがあり、北海には5950万年±1450万年前に形成されたシルバーピット・クレーターがあり、またはるかに大きい直径600kmのシバ・クレーターが天体衝突によるものか議論が続いている。テチス海にもほかのクレーターがあったかもしれないが、アフリカプレートやインドプレートの北向きの地殻変動によって覆い隠されている。

### マーストリヒト期の海水面の後退
白亜紀末期の海水位は、白亜紀中の他のどの時代よりも低かったという明確な証拠がある。マーストリヒト期の地層に含まれる岩石は、最初期は海底のものが多いが、その後のものは海岸線の示し、それ以降は陸生の層となる。こういった層は造山運動のような傾斜・褶曲を示さないので、海水面の低下によって陸上に現れたと考えられる。海面低下の原因について直接の証拠はないが、現在受け入れられている説として中央海嶺の活動性が低下し、自重で沈んでいったというものがある。
海面低下が深刻になると、海で最も種が多く分布する大陸棚部分が減少し、海洋生物種が大量絶滅を起こすとされている。しかし、このメカニズムではアンモナイトの絶滅は起こらないとされている。また、海面低下によって海流や気流が乱れ、地球のアルベドが減少することで世界的な気温の変動が引き起こされるとされている。
海水面の後退は西部内陸海路と呼ばれる白亜紀の北アメリカに存在していた内海を消滅させた。そのため生物の生息地は大きく変わり、ダイナソーパーク累層から産出される化石生物の多様なコミュニティーを支えていた海岸平野も失われた。
また、大陸から流れる水が海に到達するまでの距離が伸びた結果、淡水環境が拡大された。この変化は淡水産の脊椎動物にとっては好ましいものだったが、サメをはじめ海洋環境を好む生物種を苦しめることとなった。

### 複数の要因
提唱されている単一の理由が、大規模な絶滅を起こしたり、これまで分かっているような生物種の変化を引き起こすには影響が小さすぎるとして、複数の原因が組み合わさって大量絶滅が起こったと考える研究者もいる。
J. David ArchibaldとDavid E. Fastovskyはレビュー論文の中で、火山活動・海面低下・地球外天体の衝突の3要因が組み合わさって絶滅が起こったとするシナリオについて検討した。このシナリオでは、陸棲・海棲の両方の生物種に、生息地の変化や喪失によって大きなストレスが加わった。この時代で最大の脊椎動物である恐竜が真っ先に環境変化の影響を受け、多様性が失われた。同時に、火山活動で生じた微粒子が地球全体を低温にし、乾燥させた。その後起こった天体衝突が、すでに大きな負荷を受けていた陸棲・海棲の両方の食物連鎖に、光合成の停止というとどめを加えて崩壊させたとしている。
Sierra Petersenらは、南極のシーモア島での研究に基づき、白亜紀と古第三紀の間に大量絶滅は別々に2回起こり、1つはデカントラップでの火山活動により、もう1つはチックシュルーブでの天体衝突によるものだとしている。このチームは、同位体による気温の記録をK-Pg境界にまで途切れなく拡張し、組み合わさった絶滅パターンについて解析した。その結果、デカントラップの噴火開始と同時期に7.8±3.3℃の温暖化と、天体衝突の影響と考えられるそれより小規模な2回目の温暖化を見出した。大陸と海氷が同時に消失したことで、地域的な温暖化が増幅された恐れがあるとしている。シーモア島での絶滅は、2回の温暖化と一致する時期に2回起こっており、この場所での大量絶滅が火山活動と天体衝突による気候変動の両方とつながっている。
日本スペースガード協会などの研究者は、白亜紀後期に太陽系が暗黒星雲内を通過したことで、白亜紀末期には増加した宇宙塵により日射量が減少していた可能性を示している。これは、K-Pg境界の前の800万年間で、境界部分ほどまで顕著ではないがイリジウム濃度がほかの時代よりも高いことと、この間恐竜の種の多様性はゆるやかに減少傾向にあることに基づいている。そして、暗黒星雲により太陽系小天体の軌道が乱された結果、軌道が大きく変わった天体の1つが地球に衝突したことがとどめとなって大量絶滅が起こった可能性を指摘している。

## 生態系の回復と多様化

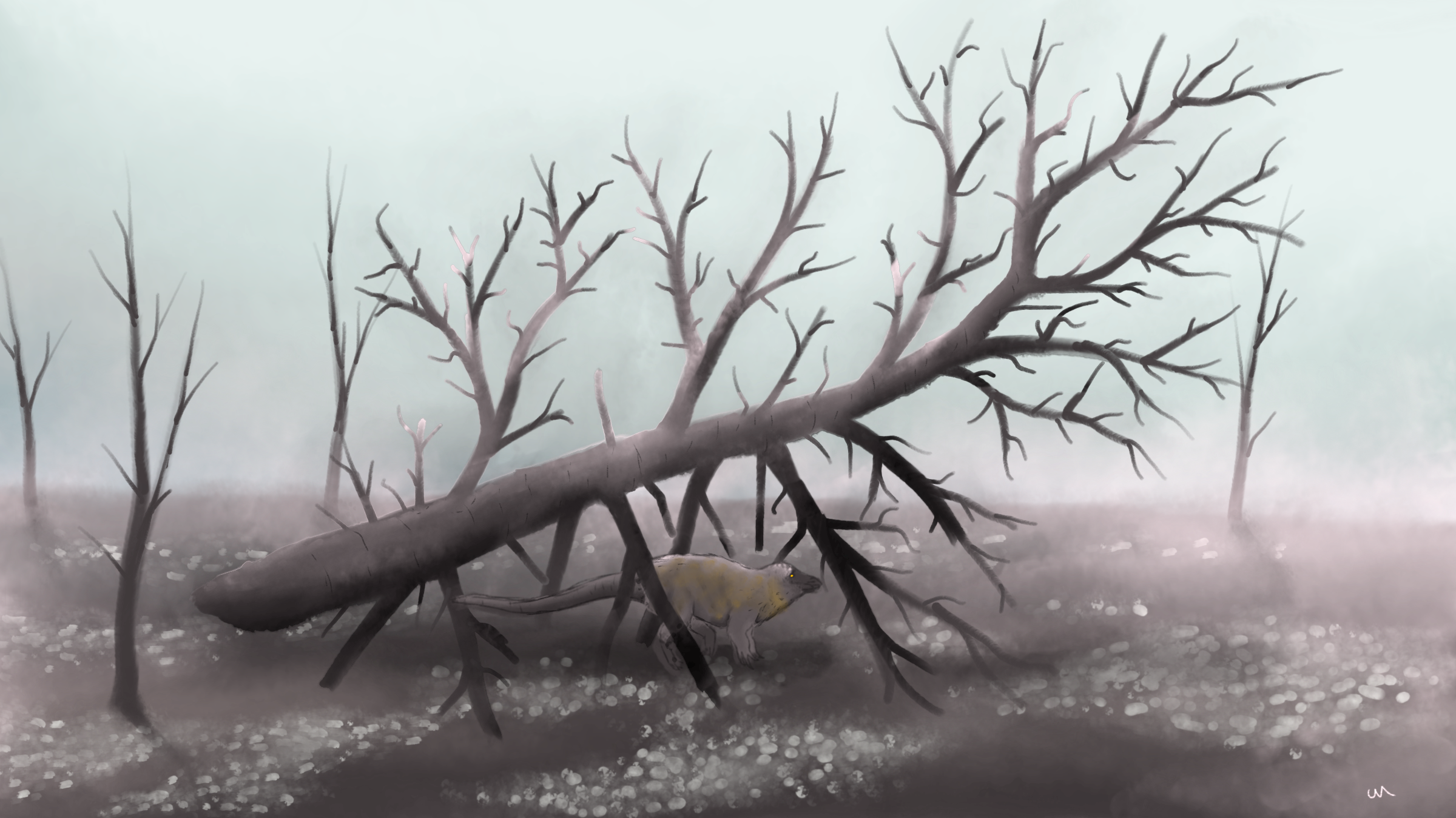
大量絶滅後間もないテスケロサウルスの想像図。穴を掘ることで生き延びようとしたが、長くは生き長らえない。

K-Pg境界の大量絶滅では地球上の生命の進化に大きな影響を与えた。白亜紀に優勢を占めていた生物種が除かれたことで、生き残った他の種がその位置に取って代わることができ、古第三紀の間に多くの生物が適応放散という形で著しく多様化した。最も顕著な例が恐竜から置き換わった哺乳類であり、K-Pg境界後に恐竜の空白を埋めるように急速に進化した。また、哺乳類の属内では、K-Pg境界後に現れた新種の体長は平均して9.1%ほどその前よりも大きくなっていた。
他の種でも多様化は見られ、分子生物学的解析と化石記録から、鳥類の多くの種（特に新顎類）がK-Pg境界後に適応放散を起こしていた。この群からは、草食のガストルニスやドロモルニス科、肉食のフォルスラコス科といった巨大な飛べない鳥も誕生した。
また、白亜紀のトカゲやヘビの絶滅は、イグアナやオオトカゲ科、ボア科といった現在のグループへの進化を引き起こしたとされる。陸上ではティタノボアやマッツォイア科が出現し、海では巨大なウミヘビに進化した。
硬骨魚は爆発的に多様化し、絶滅により空いた種の空白を埋めた。暁新世と始新世には、カジキ、マグロ、ウナギ、ヒラメが出現した。
古第三紀には昆虫にも変化が見られた。アリの多くは白亜紀から生息していたが、始新世になるとアリは多様化しより優勢となった。チョウも多様化し、これは植物の葉を食べる昆虫が絶滅によりいなくなったためと考えられている。高度な巣を作る技術を持つシロアリもこの時から地位を高めていった。